# S-Bahn de Hambourg
La S-Bahn de Hambourg est un réseau de S-Bahn de la Région métropolitaine de Hambourg.

## Le réseau
D'une longueur de 147 km dont 115 km électrifiés en 1 200 Volts CC, par un troisième rail et 32 km en 12 kV ~16,7 Hz par caténaire. Pour 2030, à la suite de très nombreux investissements dans l'infrastructure et de construction de nouvelles lignes, le réseau comprendra sept lignes, dont trois nouvelles. S4, S5, et S6.

## Les lignes
| Ligne                        | Parcours |
| ---------------------------- | --- |
|                              | Wedel – Rissen – Sülldorf – Iserbrook – Blankenese – Hochkamp – Klein Flottbek (Botanischer Garten) – Othmarschen – Bahrenfeld – Altona – Königstraße – Reeperbahn – Landungsbrücken – Stadthausbrücke – Jungfernstieg – Hambourg-Central – Berliner Tor – Landwehr – Hasselbrook – Wandsbeker Chaussee – Friedrichsberg – Barmbek – Alte Wöhr (Stadtpark) – Rübenkamp (City Nord) – Ohlsdorf – (pour les 3 premières voitures:) Hambourg-Aéroport / (pour les 3 dernières:) Kornweg (Klein Borstel) – Hoheneichen – Wellingsbüttel – Poppenbüttel |
| (Heures de pointe seulement) | Blankenese – Hochkamp – Klein Flottbek (Botanischer Garten) – Othmarschen – Bahrenfeld – Altona – Holstenstraße – Sternschanze – Dammtor – Hambourg-Central – Berliner Tor – Landwehr – Hasselbrook – Wandsbeker Chaussee – Friedrichsberg – Barmbek – Alte Wöhr (Stadtpark) – Rübenkamp (City Nord) – Ohlsdorf – Kornweg (Klein Borstel) – Hoheneichen – Wellingsbüttel – Poppenbüttel |
| (Heures de pointe seulement) | Altona – Königstraße – Reeperbahn – Landungsbrücken – Stadthausbrücke – Jungfernstieg – Hambourg-Central – Berliner Tor – Rothenburgsort – Tiefstack – Billwerder-Moorfleet – Mittlerer Landweg – Allermöhe – Nettelnburg – Bergedorf |
|                              | Elbgaustraße – Eidelstedt – Stellingen (Imtech Arena) – Langenfelde – Diebsteich – Holstenstraße – Sternschanze – Dammtor – Hambourg-Central – Berliner Tor – Rothenburgsort – Tiefstack – Billwerder-Moorfleet – Mittlerer Landweg – Allermöhe – Nettelnburg – Bergedorf – Reinbek – Wohltorf – Aumühle |
|                              | Pinneberg – Thesdorf – Halstenbek – Krupunder – Elbgaustraße – Eidelstedt – Stellingen – Langenfelde – Diebsteich – Altona – Königstraße – Reeperbahn – Landungsbrücken – Stadthausbrücke – Jungfernstieg – Hambourg-Central – Hammerbrook (City Süd) – Veddel (BallinStadt) – Wilhelmsburg – Harburg – Harburg Rathaus – Heimfeld – Neuwiedenthal – Neugraben – Fischbek – Neu Wulmstorf – Buxtehude – Neukloster – Horneburg – Dollern – Agathenburg – Stade                                                                                     |
|                              | Altona – Holstenstraße – Sternschanze – Dammtor – Hambourg-Central – (en soirée et le week-end : Berliner Tor, en journée :) Hammerbrook (City Süd) – Veddel (BallinStadt) – Wilhelmsburg – Harburg – Harburg Rathaus (seulement en heures de pointe : – Heimfeld – Neuwiedenthal – Neugraben) |

## Matériel roulant
À mi-février 2021, la dernière automotrice électrique de Bombardier, sur 82 BR-490, a été livrée.
En 2023, la Compagnie dispose de 194 automotrices à trois caisses et 146 autres trains ont été commandés.